# Smil Osovský z Doubravice
Smil Osovský z Doubravice (březen 1548, Valeč – 13. února 1613, Třebíč) byl český šlechtic a pán z Třebíče.

## Biografie

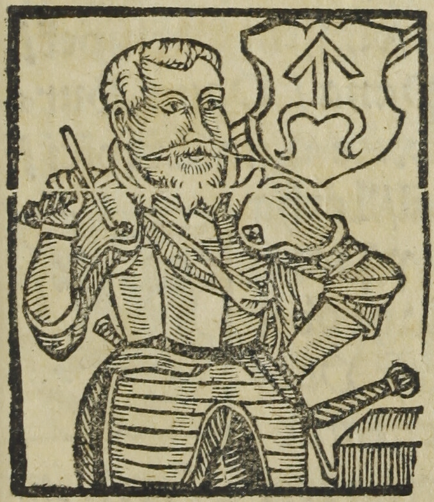
Smil Osovský z Doubravice (kresba B. Paprockého, Zrcadlo slavného Markrabství moravského, 1593)

Narodil se ve Valči, byl synem Buriana Osovského z Doubravice a Elišky Bítovské z Lichtemburka. Vystudoval univerzity v Basileji a ve Štrasburku a v roce 1567 se stal třebíčským pánem, jeho rádcem nad vládou nad panstvím byl Šimon Vídeňský z Českého Ostrova. V roce 1572 si vzal Bohunku ze Žerotína a v roce 1573 ji dal věnné právo na městys Vladislav, Střítež se dvorem, Kožichovice, Střížov, Číměř, Trnavu, Hostákov a Valdíkov. Bohunka však v roce 1588 zemřela a byla pohřbena v hrobce Osovských v bývalé zahradě bratrského domu v Třebíči (později Jejkovský klášter).
V roce 1589 se oženil podruhé, vzal si Kateřinu z Valdštejna, vložil ji pak věno na městysi Kamenici, Lhotě s dvorem, Čechtíně s dvorem a pivovarem, Koutech, Chlumu, Horním Smrčném, Vržanově, Kameničce a Číchově s dvorem a mlýnem. Od roku 1575 působil u zemského soudu a 1. září 1601 byl Rudolfem II. jmenován nejvyšším sudím moravského markrabství a v roce 1603 se stal císařským radou Rudolfa II. V letech 1591, 1594 a 1595 byl místodržící nejvyššího komornictví. Později, 13. února 1613 zemřel a majitelkou panství se stala Kateřina z Valdštejna, která pak majetky držela do roku 1629, kdy musela odejít do vyhnanství. Vzala si posléze v roce 1613 Karla staršího ze Žerotína.
Pohřeb Smila Osovského se konal až 25. března, kdy jeho tělo bylo od jeho úmrtí vystaveno v katafalku či ve sklepě zámku. Pohřben byl stejně jako jeho první manželka v hrobce Osovských v bratrském domě.